# Сенно (Любуське воєводство)
Сенно (пол. Sienno) — село в Польщі, у гміні Осьно-Любуське Слубицького повіту Любуського воєводства.
Населення — 186 осіб (2011).
У 1975-1998 роках село належало до Гожовського воєводства.

## Демографія
Демографічна структура станом на 31 березня 2011 року:
|          | Загалом | Допрацездатний вік | Працездатний вік | Постпрацездатний вік |
| -------- | ------- | ------------------ | ---------------- | -------------------- |
| Чоловіки | 97      | 20                 | 73               | 4                    |
| Жінки    | 89      | 18                 | 52               | 19                   |
| Разом    | 186     | 38                 | 125              | 23                   |